# Аус ден Биркен, Данни
Да́нни а́ус ден Би́ркен (нем. Danny aus den Birken; род. 15 февраля 1985, Дюссельдорф) — немецкий хоккеист, вратарь. Игрок сборной Германии по хоккею с шайбой.

## Биография
Родился в Германии, в Дюссельдорфе, в 1985 году. Воспитанник хоккейного клуба «Адлер Мангейм». Выступал за команду клуба в молодёжном чемпионате Германии. В сезоне 2002/03 впервые сыграл в высшей лиге Германии по хоккею с шайбой за «Адлер Мангейм», провёл 2 мачта. был в составе команды до 2009 года, всего провёл 14 встреч. В 2007 году впервые в карьере стал чемпионом Германии. Выступал также в низших лигах Германии за команду «Хайльброннер Фалькен».
В 2009 году перешёл в другую команду немецкой лиги, «Изерлон Рустерс». За два сезона провёл 62 матча в регулярном чемпионате Германии. В середине сезона 2010/11 стал игроком команды «Кёльнер Хайе». За кёльнскую команду провёл 4 с половиной сезона, сыграл 192 матча в регулярном чемпионате и 40 матчей в плей-офф.
В 2015 году игрок на правах свободного агента стал игроком команды «Мюнхен». В составе команды завоевал две золотых медали первенства Германии.
В 2003 году провёл 3 матча в первом дивизионе юниорского чемпионата мира по хоккею с шайбой. Был в составе сборной Германии на чемпионате мира 2013 года, однако в первый раз вышел на лёд первенства планеты уже в следующем, 2014 году.